# ایمگلیمین
ایمگلیمین (انگلیسی: Imeglimin) یک داروی خوراکی ضد دیابت است.
این دارو یک مسدود کننده فسفوریلاسیون اکسیداتیو است که برای مهار گلوکونئوژنز کبدی، افزایش جذب گلوکز عضلانی و بازگرداندن ترشح طبیعی انسولین عمل می کند. این دارو نخستین داروی تایید شده از این دسته از داروهای ضد دیابت است.